# دهستان حومه (دامغان)
دهستان حومه نام دهستانی در بخش مرکزی شهرستان دامغان، استان سمنان در ایران است. براساس سرشماری مرکز آمار ایران در سال ۱۳۸۵، جمعیت آن ۴۳۱۸ نفر (۱۲۶۱ خانوار) بوده‌است.